# Armée de l'air de la Jamahiriya arabe libyenne
L'Armée de l'air de la Jamahiriya arabe libyenne (armée de l'air libyenne) ou Al Quwwat al-Jawwiya al-Libiyya (Arabe : القوات الجوية الليبية) était la composante aérienne de l'Armée libyenne. Elle a été créée en 1970 et est dissoute en 2011, remplacée par la force aérienne libyenne.

## Histoire
L'aviation militaire libyenne a participé à plusieurs conflits en Afrique. Attaque infructueuse contre un C-130 Hercules de renseignement d'origine électromagnétique américain dans le golfe de Syrte puis mitraillage d'un navire de guerre italien en 1973 et un navire italien dans le Golfe de Syrte; attaque le 23 mars 1980 de  deux Mirage 5 libyens ouvrent le feu sur un avion de patrouille maritime français Breguet Atlantic qui réussit une manœuvre évasive et échappe ainsi à ses poursuivants; soutien à Idi Amin Dada durant la guerre ougando-tanzanienne; guerre égypto-libyenne; guerres contre le Tchad, bombardement de villes au Soudan en 1981 et 1982.

### Aéronefs
L'armée de l’air dispose en 2011, avant l'intervention internationale, de 13 bases aériennes au total (aéroport international de Tripoli compris) et 47 sites de batteries de missiles sol-air.
En 1971, huit C-130H ont été livrés par les États-Unis (sur une commande de seize, un embargo bloquant le reste de celle ci). Ceux-ci ont abouti à la livraison de 54 intercepteurs MiG-23MS et d’avions d’entraînement MiG-23UB, de 35 avions d’attaque MiG-23BN et de 64 chasseurs MiG-21bis et d’entraînements MiG-21UM. Quatorze bombardiers Tupolev Tu-22 ont également été achetés au cours de cette période. 240 baskets SIAI Marchetti SF.260 ont été achetées en Italie, ainsi que 50 Soko G-2 Galeb. Au milieu des années 1970, 20 hélicoptères de transport lourd Boeing CH-47 Chinook ont également été acquis auprès de l'Italie dont 14 ont été transférés à l’armée au cours des années 1990.
La majorité des aéronefs acquis entre 1970 et 1991 sont d'origine soviétique, tchécoslovaque ou française (110 Mirage 5 dont environ 40 destiné à l'Égypte à partir de 1971 et 38 Mirage F1 BD/ED à partir de 1976).
L’armée de l’air de la République arabe libyenne a utilisé un grand nombre de MiG-25, selon certaines sources, plus de 60 ont été livrés. Les types étaient des variantes MiG-25PD, MiG-25RBK, MiG-25PU et MiG-25RU. Ils étaient exploités par le No. 1025 Squadron à Jufra-Hun, le No. 1055 Squadron à Ghardabiya et un escadron non identifié à Sabha Air Base. En février 2007, AirForces Monthly a rapporté que tous les avions de ce type avaient été retirés.
L'embargo sur les armes de 1991 bloque la vente de Soukhoï Su-24MK, dont seulement 15 exemplaires sont acquis. À la fin de l'embargo, la modernisation des MiG-21 en MiG-21-93 et des MiG-25 (finalement retirés du service) est discutée en juillet 2000 entre Vladimir Poutine et le ministre des Affaires étrangères libyen Abdel Rahman Mohammed Shalgham. D'autres appareils sont cédés (comme 50 Dassault Mirage 5), retirés (Boeing 707, Aeritalia G.222, Super Frelon, Soko J-21) ou cloués au sol faute de pièces de rechange (Tupolev Tu-22). L'Italie, quant à elle, fournit 8 hélicoptères Boeing CH-47 Chinook et signe en janvier 2008 un contrat pour la livraison de 4 avions de reconnaissance maritime ATR-42MP. La France signe fin 2007 un contrat de remise en état de vol de 12 Dassault Mirage F1 (4 seront effectivement livrés) et de 16 Rafale (jamais livré). La Russie signe discrètement un contrat avec les militaires libyens pour l'achat de 12 à 16 Su-27/Su-30/Su-35 et des hélicoptères Mi-28.

## Équipement
[Quand ?]
| Aéronefs                  | Origine          | Type                                               | En service       | Versions                             | Images           |
| Avions de combat          | Avions de combat | Avions de combat                                   | Avions de combat | Avions de combat                     | Avions de combat |
| ------------------------- | ---------------- | -------------------------------------------------- | ---------------- | ------------------------------------ | ---------------- |
| Dassault Mirage F1        | France           | Avion multirôle                                    | 4                | Mirage F1BD Mirage F1ED              |                  |
| Mikoyan-Gourevitch MiG-21 | Union soviétique | Avion de chasse                                    | 25               | MiG-21Bis MIG-21MF MIG-21UM          |                  |
| Mikoyan-Gourevitch MiG-23 | Union soviétique | Avion de chasse                                    | 54               | MiG-23MS MiG-23ML MiG-23MLD MiG-23UB |                  |
| Soukhoï Su-22             | Union soviétique | Chasseur-bombardier                                | 39               | Su-22M3 Su-22UM-3K                   |                  |
| Soukhoï Su-24             | Union soviétique | Bombardier                                         | 6                | Su-24MK                              |                  |
| Avions d'entraînement     |                  |                                                    |                  |                                      |                  |
| Aero L-39 Albatros        | Tchécoslovaquie  | Avion d'entraînement, avion d'attaque au sol léger | 110              | L-39ZO L-39C                         |                  |
| SIAI Marchetti SF.260     | Italie           | Avion d'entraînement                               | 20               | F-260WL                              |                  |
| Soko G-2 Galeb            | Yougoslavie      | Avion d'entraînement, avion d'attaque au sol léger | 116              | G-2A-E                               |                  |
| Avions de ravitaillement  |                  |                                                    |                  |                                      |                  |
| Iliouchine Il-78          | Union soviétique | Avion ravitailleur                                 | 4                | Il-78                                |                  |
| Avions de transport       |                  |                                                    |                  |                                      |                  |
| Antonov An-26             | Union soviétique | Avion de transport multirôle                       | 10               |                                      |                  |
| Antonov An-32             | Union soviétique | Avion de transport                                 | 7                | An-32P                               |                  |
| Antonov An-72             | Union soviétique | Avion de transport                                 | 5                | An-72P                               |                  |
| Iliouchine Il-76          | Union soviétique | Avion de transport lourd                           | 17               | Il-76MD Il-76TD                      |                  |
| C-130 Hercules            | États-Unis       | Avion de transport tactique                        | 10               | C-130H                               |                  |
| Let L-410 Turbolet        | Tchécoslovaquie  | Avion de transport militaire                       | 15               | L-410UVP-E                           |                  |
| Hélicoptères              |                  |                                                    |                  |                                      |                  |
| Boeing CH-47 Chinook      | États-Unis       | Hélicoptère de manœuvre et d'assaut                | 8                | CH-47C                               |                  |
| Mil Mi-2                  | Union soviétique | Hélicoptère de transport                           | N/C              |                                      |                  |
| Mil Mi-8                  | Union soviétique | Hélicoptère de transport                           | 25               | Mi-8T Mi-171                         |                  |
| Mil Mi-24                 | Union soviétique | Hélicoptère tactique armé                          | 38               | Mi-24 Mi-24P Mi-24V Mi-35P           |                  |
| Mil Mi-14                 | Union soviétique | Lutte anti-sous-marine                             | 12               | Mi-14                                |                  |

| S-75 Dvina       | Union soviétique | Missile sol-air | 88 |
| S-125 Neva       | Union soviétique | Missile sol-air | 10 |
| S-200 Angara     | Union soviétique | Missile sol-air | 33 |
| 2K12 Kub         | Union soviétique | Missile sol-air | 43 |
| 9K33 Osa         | Union soviétique | Missile sol-air | 8  |
| 9K31 Strela-1    | Union soviétique | Missile sol-air | 12 |
| 9K35 Strela-10   | Union soviétique | Missile sol-air | 2  |
| missiles Crotale | France           | Missile sol-air | 6  |